# Asian Wings Airways
Asian Wings Airways war eine myanmarische Fluggesellschaft mit Sitz in Rangun und Basis auf dem Rangun International Airport.

## Geschichte
Asian Wings Airways nahm den Flugbetrieb am 27. Januar 2011 auf und gehört der Sun Far Travels and Tours Company Ltd. Von Anfang an wurden drei ATR 72-500 und ein Airbus A321-100 eingesetzt. Im Jahr 2013 wollte die japanische Fluggesellschaft All Nippon Airways 49 % der Anteile an der Fluggesellschaft für drei Milliarden Japanische Yen kaufen. Der Kauf wurde 2014 storniert. Es wäre die erste ausländische Investition in eine Fluggesellschaft von Myanmar seit der Demokratisierung des Landes gewesen.
Die Fluggesellschaft stellte am 1. Januar 2019 den Betrieb ein.

## Flugziele
Asian Wings Airways flog 19 nationale Ziele in Myanmar an.

## Flotte

### Aktuelle Flotte
Mit Stand März 2020 bestand die Flotte der Asian Wings Airways aus zwei Flugzeugen mit einem Durchschnittsalter von 21,1 Jahren:
| Flugzeugtyp | Luftfahrzeugkennzeichen | Anmerkungen |
| ----------- | ----------------------- | ----------- |
| ATR 72-500  | XY-AIS                  |             |
| ATR 72-500  | XY-AIU                  |             |

### Ehemalige Flotte
- Airbus A321-100